# 四大名捕 (歌曲)
《四大名捕》是1984年亞洲電視劇集《四大名捕》的主題曲，由該劇主演之一董驃主唱，並由關聖佑作曲及葉紹德填詞。
同年，文志唱片為董驃發行了《四大名捕》專輯，專輯收錄了13首歌曲。